# التس امت ابستراف
التس امت ابستراف (به آلمانی: Altes Amt Ebstorf) یک منطقهٔ مسکونی در آلمان است که در نیدرزاکسن واقع شده‌است.

## خصوصیات
التس امت ابستراف ۲۵۲٫۷۷ کیلومترمربع مساحت دارد ۶۵ متر بالاتر از سطح دریا واقع شده‌است.